# Équipe d'Åland de football
Maillots
L'équipe d'Åland de football (en finnois : Ahvenanmaan jalkapallojoukkue, en suédois : Ålands förbundslag i fotboll) est une sélection de joueurs professionnels et amateurs d'Åland. Elle est sous l'égide de l'Association d'Åland de football (Ålands Fotbollförbund (fi)) fondée en 1943, qui est affiliée à l'Association finlandaise de football. Elle participe fréquemment aux Jeux des Îles, une compétition où s'affrontent des îles et participe donc à des rencontres internationaux. La sélection d'Åland participe aux tournois de football des Jeux des Îles depuis 1989.

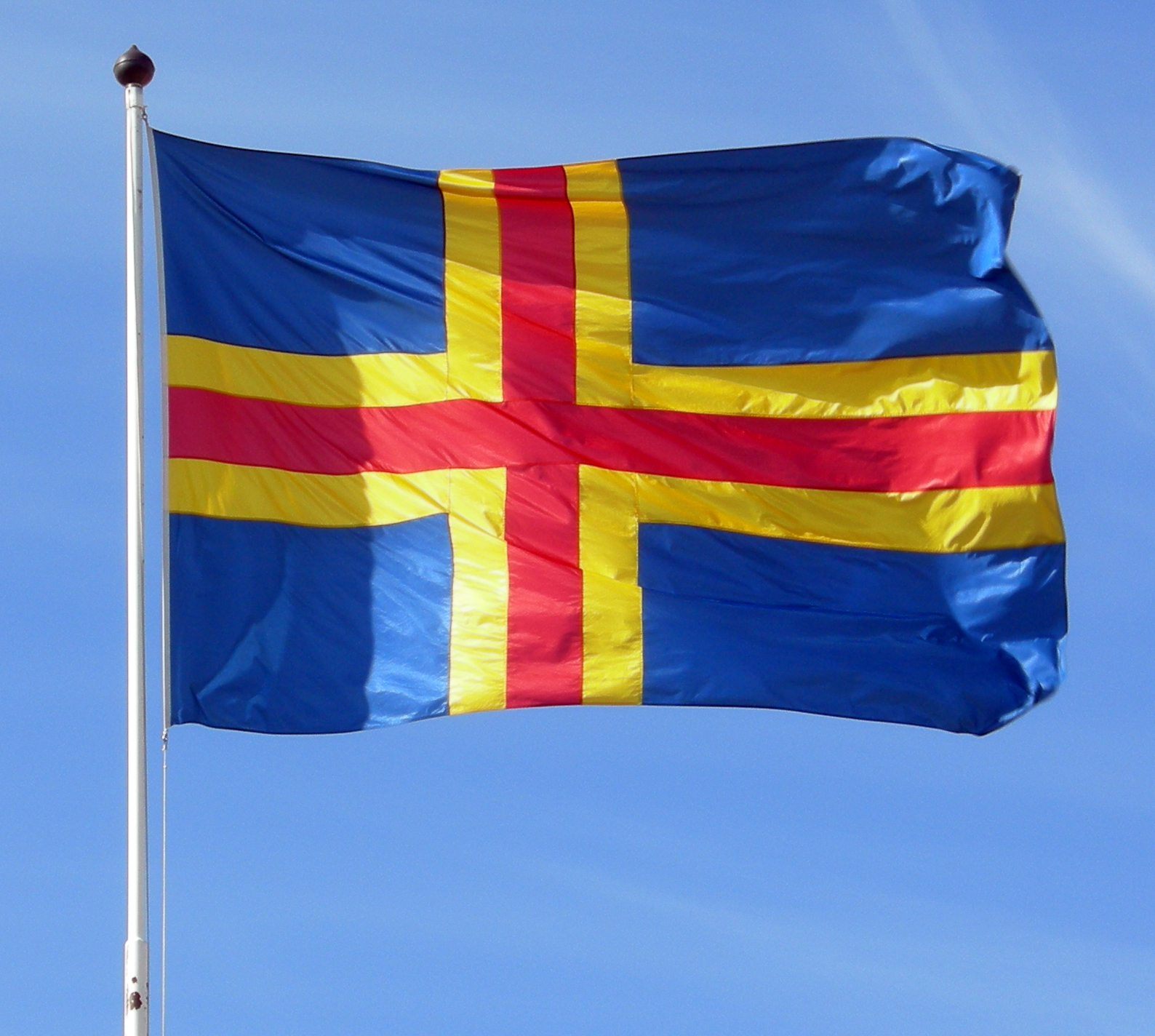
Drapeau d'Åland

L'Association d'Åland de football est membre de l'International Island Games Association depuis 1985.
Åland est une province historique de Finlande et la seule entité territoriale de ce pays à jouir d'un statut d'autonomie gouvernementale, le parlement ålandais est entré en fonction le 9 juin 1922. La province d'Åland est un territoire membre de l'Union européenne depuis 1995 et, à l'instar de Porto Rico, elle bénéficie d'un statut très privilégié, celui d'un « État libre associé » à la Finlande. Åland fait également partie du Conseil nordique depuis 1970 et de la Fédération des petites îles européennes depuis 2009.
Cette sélection a disputé plusieurs matches depuis 1985, également contre trois équipes nationales : les Bermudes, les îles Féroé et de Gibraltar.

## Histoire
Au milieu des années 1980, Åland joue cinq rencontres amicaux à domicile et en Norvège, trois contre la Laponie en 1985, 1986, 1987, un face au Groenland en 1986 et un match contre Bornholm en 1986.
En 1989, Anders Mattsson ancien arbitre de football international devient président de l'association d'Åland de football.
Åland participe à sa première compétition de football aux Jeux des Îles 1989 aux îles Féroé. La sélection est amenée par l'entraîneur Johnny Söderdahl. Le 8 juillet 1989, Åland rencontre Anglesey son premier adversaire en compétition, les Ålandais perdent sur un score de 4-5. Le 9 juillet 1989, lors de son second match Åland remporte sa rencontre contre Shetland 2-0. Le 11 juillet 1989, Åland remporte son troisième match face au Groenland 3-0. Le 12 juillet 1989, lors de son quatrième est dernier match Åland est battu par la sélection des Îles Féroé 1-7, terminant ainsi la compétition à la troisième place.
Le 24 juin 1991, Åland remporte son premier match face à l'Île de Wight	1-0. Le 25 juin 1991, Åland remporte son second match contre Guernesey 2-0. Le 26 juin 1991, Åland perd sa troisième rencontre contre Anglesey 0-1. Le 28 juin 1991, Åland rencontre Jersey lors du match pour la troisième place, Åland perd 0-2, terminant ainsi la compétition à la quatrième place.
Le 4 juillet 1993, Åland remporte son match face à Shetland 3-1. Le 5 juillet 1993, Åland perd sa deuxième rencontre contre l'Île de Man 0-2. Le 6 juillet 1993, Åland remporte son troisième place face à l'Île de Wight 2-0. Le 9 juillet 1993, Åland rencontre le Groenland est remporte le match pour la troisième match 2-1.
Le 16 juillet 1995, Åland commence sa première rencontre contre Guernesey par un match nul 2-2. Le 17 juillet 1995, Åland rencontre l'Île de Wight est perd 0-5. Le 18 juillet 1995, Åland affronte Jersey, la sélection Ålandais perd 1-3. Le 21 juillet 1995, Åland termine la compétition par le match pour la septième place face à l'Île de Man, Åland remporte la rencontre 4-1.
Le 27 juin 1999, Åland commence sa rencontre par une défaite contre Jersey 0-1. Le 28 juin 1999, Åland remporte sa seconde rencontre contre Gibraltar 2-1. Le 1er juillet 1999, Åland bat Gotland lors de son troisième match 4-1. Le 2 juillet 1999, Åland rencontre Rhodes lors du match pour la cinquième place, l'équipe Ålandaise perd 2-3, terminant à la sixième place.
Le 15 mai 2004, Åland affronte Sealand en match amical, les deux sélections termine la rencontre par un match nul 2-2.
Le 10 juillet 2005, Åland commence le tournoi par une défaite face à Saaremaa 1-2. Le 11 juillet 2005, Åland rencontre Shetland est perd son deuxième match 1-3. Le 12 juillet 2005, Åland perd sa troisième rencontre contre l'Île de Man 0-1. Le 14 juillet 2005, Åland remporte sa quatrième rencontre contre l'Îles Malouines 2-1. Le 15 juillet 2005, Åland rencontre le Groenland lors du match pour la septième place, Åland  remporte le match 3-2, terminant ainsi à la septième place du tournoi.
En 2007, les entraîneurs Bengt Johnsson, Peter Lundberg et Tommy Lundberg amèneront 20 joueurs au tournoi de football des Jeux des îles à Rhodes en Grèce.
Le 1er juillet 2007, Åland commence la compétition par une défaite face aux Bermudes 0-2. Le 2 juillet 2007, Åland remporte sa seconde rencontre face Anglesey 4-2. Le 4 juillet 2007, Åland perd sa troisième rencontre face à Jersey 0-1. Le 5 juillet 2007, Åland rencontre Frøya lors du match pour la septième place, la sélection Ålandaise remporte le match 3-1, terminant ainsi à la septième place du tournoi.
En 2009, Styrbjörn Oskarsson (fi) également ancien arbitre international a été élu président à la place de Anders Mattsson.
Pour la seconde fois de son histoire, Åland organisera les Jeux des Îles, les sélectionneurs Peter Lundberg et Daniel Norrmén disposeront d'une équipe de 21 joueurs.
Le 28 juin 2009, Åland remporte son premier match face au Groenland 4-2. Le 29 juin 2009, Åland remporte sa seconde rencontre contre Shetland 2-1. Le 30 juin 2009, Åland termine sa troisième rencontre face à Minorque par un match nul 1-1. Le 2 juillet 2009, Åland bat en demi-finale l'Île de Man 2-1. Le 3 juillet 2009, Åland rencontre en finale Jersey, la sélection perd 1-2, terminant ainsi deuxième du tournoi.
En 2011, Per-Åke Eriksson et Thomas Nordström sont nommés à la tête de la sélection d'Åland pour le tournoi de football aux Jeux des îles 2011 à l'Île de Wight,, la sélection est composer de 18 joueurs,,.
Le 26 juin 2011, Åland commence le tournoi de football par un match nul contre Saaremaa 3-3. Le 28 juin 2011, lors de sa seconde rencontre Åland bat les Hébrides extérieures 2-0. Le 29 juin 2011, Åland et Saaremaa se retrouvent ex aequo du groupe avec le même différence de buts et de points. Afin de déterminer l'équipe qui ira en demi-finale, une séance de tirs au but est organisée, qui se solde par la victoire de Åland (4-3),. Le 30 juin 2011, Åland affronte Guernesey est perd son dernier match 2-3,. Le 1er juillet 2011, Åland rencontre Jersey pour le match de la troisième place, Åland perd 1-5, terminant ainsi à la quatrième place.
En 2012, Styrbjörn Oskarsson, président de l'association d'Åland de football, a démissionné de ses fonctions avec effet immédiat. Tony Asumaa ancien arbitre de football international est élu comme nouveau président.
En 2014, Krille Mattsson (fi) journaliste sportif a été élu président à la place de Tony Asumaa, Krille Mattsson est également le fils de Anders Mattsson.
En 2015, Johan Carlsson et Steve Beeks sont nommés à la tête de la sélection d'Åland pour le tournoi de football aux Jeux des îles 2015 à Jersey. 19 joueurs feront partie de la sélection participant à la compétition de football à Jersey.
Le 28 juin 2015, Åland débute en remportant son premier match contre Saaremaa 2-1. Le 29 juin 2015, Åland	perd son deuxième match contre le Groenland 0-2. Le 30 juin 2015, Åland perd son troisième match contre Minorque 1-3. Le 2 juillet 2015, Åland affronte Gibraltar lors du match pour la neuvième place, la rencontre se termine par un nul 0-0, qui se solde par une victoire aux tirs au but de Åland (6-5).
En 2017, Alexandre Semenov et Stefan Mattsson ont été nommés pour conduire les 19 joueurs de la sélection d'Åland au tournoi de football aux Jeux des îles à Gotland,.
Le 25 juin 2017, Åland commence son premier match par un nul face à Guernesey 1-1. Le 26 juin 2017, Åland rencontre Saaremaa lors de son second match se soldant par un nul 0-0. Le 27 juin 2017, Åland remporte sa troisième rencontre contre Shetland 2-1,.Le 29 juin 2017, Åland rencontre Anglesey lors du match pour la septième place, remportant son match 2-0, terminant ainsi septième du tournoi de football.
Depuis plusieurs années, Åland souhaite intégrer l'UEFA comme a pu le faire les sélections des îles Féroé et de Gibraltar des territoires ayant un statut d'autonomie avec souveraineté spéciale sous l'autorité directe de la Couronne pour la première du Danemark et de la seconde à la Grande-Bretagne. Gibraltar, comme Åland, participe aux Jeux des Îles, les îles Féroé avait également une équipe participant au tournoi. Le 25 février 2018, Jersey a eu sa demande d'adhésion rejetée par le congrès annuel de l'UEFA. En 2009, le Groenland a fait une demande d'adhésion à l'UEFA.
Le 12/10/2021 Heidi Kullberg devient la première femme et nouvelle présidente de Association d'Åland de football,.
Åland participe aux Jeux des Îles 2023 à Guernesey, Åland perd ses trois rencontres du groupe A. Le 09/07/2023, Åland perd face à l'Île de Wight 0 à 2. Le 10/07/2023, Åland perd face à Guernesey 1 à 4. Le 11/07/2023, Åland perd face aux Hébrides extérieures 0 à 2. Le 13/07/2023, Åland rencontre la sélection des Îles Malouines pour la treizième place, Åland remporte la rencontre aux tirs au but 1-1 (4-2).

## Football aux Jeux des Îles
| Année             | Position                   | MJ                         | V                          | N                          | D                          | BP                         | BC                         |
| ----------------- | -------------------------- | -------------------------- | -------------------------- | -------------------------- | -------------------------- | -------------------------- | -------------------------- |
| Îles Féroé 1989   | 3e                         | 4                          | 2                          | 0                          | 2                          | 10                         | 12                         |
| Îles Åland 1991   | 4e                         | 4                          | 2                          | 0                          | 2                          | 3                          | 3                          |
| Île de Wight 1993 | 3e                         | 4                          | 3                          | 0                          | 1                          | 7                          | 4                          |
| Gibraltar 1995    | 7e                         | 4                          | 1                          | 1                          | 2                          | 7                          | 11                         |
| Jersey 1997       | -                          | -                          | -                          | -                          | -                          | -                          | -                          |
| Gotland 1999      | 6e                         | 4                          | 2                          | 0                          | 2                          | 8                          | 6                          |
| Île de Man 2001   | -                          | -                          | -                          | -                          | -                          | -                          | -                          |
| Guernesey 2003    | -                          | -                          | -                          | -                          | -                          | -                          | -                          |
| Shetland 2005     | 7e                         | 5                          | 2                          | 0                          | 3                          | 7                          | 9                          |
| Rhodes 2007       | 7e                         | 4                          | 2                          | 0                          | 2                          | 7                          | 6                          |
| Îles Åland 2009   | 2e                         | 5                          | 3                          | 1                          | 1                          | 10                         | 7                          |
| Île de Wight 2011 | 4e                         | 5                          | 2                          | 1                          | 2                          | 8                          | 11                         |
| Bermudes 2013     | -                          | -                          | -                          | -                          | -                          | -                          | -                          |
| Jersey 2015       | 9e                         | 4                          | 1                          | 1                          | 2                          | 3                          | 6                          |
| Gotland 2017      | 7e                         | 4                          | 2                          | 2                          | 0                          | 5                          | 2                          |
| Gibraltar 2019    | Pas de tournoi de football | Pas de tournoi de football | Pas de tournoi de football | Pas de tournoi de football | Pas de tournoi de football | Pas de tournoi de football | Pas de tournoi de football |
| Guernesey 2023    | 13e                        | 4                          | 0                          | 1                          | 3                          | 2                          | 9                          |
| Total             | 12/16                      | 51                         | 22                         | 7                          | 22                         | 77                         | 86                         |

## Rencontres

### Matches internationaux
| No | Date             | Lieu         | Åland | Adversaire           | Score       | Compétition        | Buteur(s) pour Åland                                                                  | Buteur(s) pour l'adversaire                                           | Rapport      |
| -- | ---------------- | ------------ | ----- | -------------------- | ----------- | ------------------ | ------------------------------------------------------------------------------------- | --------------------------------------------------------------------- | ------------ |
| 1  | juin 1985        | Åland        | Åland | Laponie              | V 4-2       | A.                 | 44e 50e 64e Christer Madsson, 83e Anders Ericsson                                     | 19e 65e Kalle Tjäder                                                  | (Rapport)    |
| 2  | 1986             | Åland        | Åland | Groenland            | V 5-3       | A.                 |                                                                                       |                                                                       | (Rapport)    |
| 3  | juin 1986        | Norvège      | Åland | Laponie              | P 0-2       | A.                 |                                                                                       | Kalle Tjäder, Anders Logje                                            | [ (Rapport)] |
| 4  | 14 juin 1986     | Åland        | Åland | Bornholm             | V 6-2       | A.                 |                                                                                       |                                                                       | [ (Rapport)] |
| 5  | juin 1987        | Åland        | Åland | Laponie              | V 1-0       | A.                 |                                                                                       |                                                                       | [ (Rapport)] |
| 6  | 8 juillet 1989   | îles Féroé   | Åland | Anglesey             | P 4-5       | Jeux des Îles 1989 | 5e G.Börman, 10e ?, 16e B.Danielsson, 65e S.Fonsell                                   | 31e 47e Gray, 34e Welsh, 41e Roberts, 86e ?                           | (Rapport)    |
| 7  | 9 juillet 1989   | îles Féroé   | Åland | Îles Shetland        | V 2-0       | Jeux des Îles 1989 | 54e K.Nylund, 55e C.Mattson                                                           |                                                                       | [ (Rapport)] |
| 8  | 11 juillet 1989  | îles Féroé   | Åland | Groenland            | V 3-0       | Jeux des Îles 1989 |                                                                                       |                                                                       | [ (Rapport)] |
| 9  | 12 juillet 1989  | îles Féroé   | Åland | Îles Féroé           | P 1-7       | Jeux des Îles 1989 | 41e Krister Matsson                                                                   | 25e 50e 61e 62e 70e 78e B.Magnussen, 56e Mikkjal Danielson            | [ (Rapport)] |
| 10 | 24 juin 1991     | Åland        | Åland | Île de Wight         | V 1-0       | Jeux des Îles 1991 | Robert Söderdahl                                                                      |                                                                       | (Rapport)    |
| 11 | 25 juin 1991     | Åland        | Åland | Guernesey            | V 2-0       | Jeux des Îles 1991 | Olav Marchini, Jonas Henriksson (sv)                                                  |                                                                       | [ (Rapport)] |
| 12 | 26 juin 1991     | Åland        | Åland | Anglesey             | P 0-1       | Jeux des Îles 1991 |                                                                                       | Bob Parry                                                             | [ (Rapport)] |
| 13 | 28 juin 1991     | Åland        | Åland | Jersey               | P 0-2       | Jeux des Îles 1991 |                                                                                       | Adam Greig                                                            | [ (Rapport)] |
| 14 | 4 juillet 1993   | Île de Wight | Åland | Îles Shetland        | V 3-1       | Jeux des Îles 1993 | Nordström, Henriksson                                                                 | Odie                                                                  | (Rapport)    |
| 15 | 5 juillet 1993   | Île de Wight | Åland | Île de Man           | P 0-2       | Jeux des Îles 1993 |                                                                                       | Langridge, Langridge                                                  | [ (Rapport)] |
| 16 | 6 juillet 1993   | Île de Wight | Åland | Île de Wight         | V 2-0       | Jeux des Îles 1993 | Henriksson, Söderdahl                                                                 |                                                                       | [ (Rapport)] |
| 17 | 9 juillet 1993   | Île de Wight | Åland | Groenland            | V 2-1       | Jeux des Îles 1993 |                                                                                       |                                                                       | [ (Rapport)] |
| 18 | 16 juillet 1995  | Gibraltar    | Åland | Guernesey            | N 2-2       | Jeux des Îles 1995 | Straudfult, Gustafsson                                                                | Chalmers, Ogier                                                       | (Rapport)    |
| 19 | 17 juillet 1995  | Gibraltar    | Åland | Île de Wight         | P 0-5       | Jeux des Îles 1995 |                                                                                       | Barsdell, Sperry, Plenty, Raggett                                     | [ (Rapport)] |
| 20 | 18 juillet 1995  | Gibraltar    | Åland | Jersey               | P 1-3       | Jeux des Îles 1995 | Skogberg                                                                              | Perez, Brown, de Freitas                                              | [ (Rapport)] |
| 21 | 21 juillet 1995  | Gibraltar    | Åland | Île de Man           | V 4-1       | Jeux des Îles 1995 | Andersson, Gustafsson, Overstron                                                      | Williams                                                              | [ (Rapport)] |
| 22 | 27 juin 1999     | Gotland      | Åland | Jersey               | P 0-1       | Jeux des Îles 1999 |                                                                                       | Muddyman                                                              | (Rapport)    |
| 23 | 28 juin 1999     | Gotland      | Åland | Gibraltar            | V 2-1       | Jeux des Îles 1999 | Jani Lyyski, Mika Niskala                                                             | Green                                                                 | [ (Rapport)] |
| 24 | 1er juillet 1999 | Gotland      | Åland | Gotland              | V 4-1       | Jeux des Îles 1999 | Oujlouq, Jani Lyyski, Sjölund                                                         | Ahlqvist                                                              | [ (Rapport)] |
| 25 | 2 juillet 1999   | Gotland      | Åland | Rhodes               | P 2-3       | Jeux des Îles 1999 |                                                                                       |                                                                       | [ (Rapport)] |
| 26 | 15 mai 2004      | Åland        | Åland | Sealand              | N 2-2       | A.                 |                                                                                       |                                                                       | [ (Rapport)] |
| 27 | 10 juillet 2005  | Shetland     | Åland | Saaremaa             | P 1-2       | Jeux des Îles 2005 | 84e Jonas Blomqvist                                                                   | 58e Andrus Koplimae, 73e Martti Pukk                                  | (Rapport)    |
| 28 | 11 juillet 2005  | Shetland     | Åland | Îles Shetland        | P 1-3       | Jeux des Îles 2005 | 21e Linus Blomster                                                                    | 22e Ross Jamieson, 33e John Montgomery, 60e James Johnston            | (Rapport)    |
| 29 | 12 juillet 2005  | Shetland     | Åland | Île de Man           | P 0-1       | Jeux des Îles 2005 |                                                                                       | 27e Johnny Myers                                                      | (Rapport)    |
| 30 | 14 juillet 2005  | Shetland     | Åland | Îles Malouines       | V 2-1       | Jeux des Îles 2005 | 26e Peter Isaksson, 85e Linus Blomster                                                | 58e Martin Gilson-Clarke                                              | (Rapport)    |
| 31 | 15 juillet 2005  | Shetland     | Åland | Groenland            | V 3-2       | Jeux des Îles 2005 | 26e Fredrik Rautiainen, 30e Jonas Blonqvist, 70e Dan Lindblom                         | 12e Brian Thomsen, 72e Leifeeraeq Karlsen                             | (Rapport)    |
| 32 | 1er juillet 2007 | Rhodes       | Åland | Bermudes             | P 0-2       | Jeux des Îles 2007 |                                                                                       |                                                                       | (Rapport)    |
| 33 | 2 juillet 2007   | Rhodes       | Åland | Anglesey             | V 4-2       | Jeux des Îles 2007 |                                                                                       |                                                                       | (Rapport)    |
| 34 | 4 juillet 2007   | Rhodes       | Åland | Jersey               | P 0-1       | Jeux des Îles 2007 |                                                                                       | 75e Paul Aitken                                                       | (Rapport)    |
| 35 | 5 juillet 2007   | Rhodes       | Åland | Frøya                | V 3-1       | Jeux des Îles 2007 |                                                                                       |                                                                       | (Rapport)    |
| 36 | 28 juin 2009     | Åland        | Åland | Groenland            | V 4-2       | Jeux des Îles 2009 | 16e Petter Isaksson, 33e Alexander Weckström (en), 42e David Welin, 61e André Karring | 58e 90e Pavia Mølgaard                                                | (Rapport)    |
| 37 | 29 juin 2009     | Åland        | Åland | Îles Shetland        | V 2-1       | Jeux des Îles 2009 | 6e Alexander Weckström (en), 48e Simon Snickars                                       | 15e Duncan Bray                                                       | (Rapport)    |
| 38 | 30 juin 2009     | Åland        | Åland | Minorque             | N 1-1       | Jeux des Îles 2009 | 2e Andreas Bjork                                                                      | 28e José Barranco                                                     | (Rapport)    |
| 39 | 2 juillet 2009   | Åland        | Åland | Île de Man           | V 2-1       | Jeux des Îles 2009 | 45e Alexander Weckström (en), 93e Jimmy Sundman                                       | 24e Calum Morrissey                                                   | (Rapport)    |
| 40 | 3 juillet 2009   | Åland        | Åland | Jersey               | P 1-2       | Jeux des Îles 2009 | 84e Andreas Bjork                                                                     | 18e Jean-Paul Martyn, 54e Chris Andrews                               | (Rapport)    |
| 41 | 26 juin 2011     | Île de Wight | Åland | Saaremaa             | N 3-3       | Jeux des Îles 2011 | 39e Peter Lundberg, 45e 71e Alexander Weckström (en)                                  | 2e Martti Pukk, 6e Elari Valmas, 73e Sander Laht                      | (Rapport)    |
| 42 | 28 juin 2011     | Île de Wight | Åland | Hébrides extérieures | V 2-0       | Jeux des Îles 2011 | 57e 71e Peter Lundberg                                                                |                                                                       | (Rapport)    |
| 43 | 30 juin 2011     | Île de Wight | Åland | Guernesey            | P 2-3       | Jeux des Îles 2011 | 16e 62e Peter Lundberg                                                                | 20e Dominic Heaume, 47e Glyn Dyer, 82e Ross Allen                     | (Rapport)    |
| 44 | 1er juillet 2011 | Île de Wight | Åland | Jersey               | P 1-5       | Jeux des Îles 2011 | 45e Samuel Fagerholm                                                                  | 40e 45e Luke Watson, 41e Lee Bradshaw, 55e Jay Reid, 87e Craig Leitch | (Rapport)    |
| 45 | 28 juin 2015     | Jersey       | Åland | Saaremaa             | V 2-1       | Jeux des Îles 2015 | Erik Lundberg, Rezgar Amani                                                           | Elari Valmas                                                          | (Rapport)    |
| 46 | 29 juin 2015     | Jersey       | Åland | Groenland            | P 0-2       | Jeux des Îles 2015 |                                                                                       | Frederik Funch, Malik Juhl                                            | (Rapport)    |
| 47 | 30 juin 2015     | Jersey       | Åland | Minorque             | P 1-3       | Jeux des Îles 2015 | Rezgar Amani                                                                          | Carlos Febrer, Helenio Olives, Juan Pons                              | (Rapport)    |
| 48 | 2 juillet 2015   | Jersey       | Åland | Gibraltar            | N 0-0 (6-5) | Jeux des Îles 2015 |                                                                                       |                                                                       | (Rapport)    |
| 49 | 25 juin 2017     | Gotland      | Åland | Guernesey            | N 1-1       | Jeux des Îles 2017 | 18e Fredrik Appel                                                                     | 83e Ross Allen                                                        | (Rapport)    |
| 50 | 26 juin 2017     | Gotland      | Åland | Saaremaa             | N 0-0       | Jeux des Îles 2017 |                                                                                       |                                                                       | (Rapport)    |
| 51 | 27 juin 2017     | Gotland      | Åland | Îles Shetland        | V 2-1       | Jeux des Îles 2017 | 32e Petter Hemming, 79e William Rosenberg                                             | 90e Leighton Flaws                                                    | (Rapport)    |
| 52 | 29 juin 2017     | Gotland      | Åland | Anglesey             | V 2-0       | Jeux des Îles 2017 | 73e John Blomqvist, 88e Johannes Nordström                                            |                                                                       | (Rapport)    |
| 53 | 9 juillet 2023   | Guernesey    | Åland | Île de Wight         | P 0-2       | Jeux des Îles 2023 |                                                                                       | 3e 74e Jake Scrimshaw                                                 | (Rapport)    |
| 54 | 10 juillet 2023  | Guernesey    | Åland | Jersey               | P 1-4       | Jeux des Îles 2023 | 40e Joel Karlström                                                                    | 2e 56e Charlton Gauvain, 41e Ross Allen, 53e Matt Loaring             | (Rapport)    |
| 55 | 11 juillet 2023  | Guernesey    | Åland | Hébrides extérieures | P 0-2       | Jeux des Îles 2023 |                                                                                       | 34e Micheil Russell Smith, 56e James Morrison                         | (Rapport)    |
| 56 | 13 juillet 2023  | Guernesey    | Åland | Îles Malouines       | N 1-1 (4-2) | Jeux des Îles 2023 | 16e Joel Karlström                                                                    | 62e Declan Bonner                                                     | (Rapport)    |

| Score : - V = Match gagné - N = Match nul - P = Match perdu | Compétition : - A. = Match amical - C. = Compétition |

### Équipes rencontrées
| Adversaire           | Joués | Victoires | Matchs nuls | Défaites | Buts pour | Buts contre |
| -------------------- | ----- | --------- | ----------- | -------- | --------- | ----------- |
| Gibraltar            | 2     | 1         | 1           | 0        | 2         | 1           |
| Îles Féroé           | 1     | 0         | 0           | 1        | 1         | 7           |
| Bermudes             | 1     | 0         | 0           | 1        | 0         | 2           |
| Jersey               | 6     | 0         | 0           | 6        | 4         | 14          |
| Groenland            | 6     | 5         | 0           | 1        | 17        | 10          |
| Îles Shetland        | 5     | 4         | 0           | 1        | 10        | 6           |
| Guernesey            | 5     | 1         | 2           | 2        | 8         | 10          |
| Île de Man           | 4     | 2         | 0           | 2        | 7         | 5           |
| Anglesey             | 4     | 2         | 0           | 2        | 10        | 8           |
| Saaremaa             | 4     | 1         | 2           | 1        | 6         | 6           |
| Île de Wight         | 4     | 2         | 0           | 2        | 3         | 7           |
| Laponie              | 3     | 2         | 0           | 1        | 5         | 4           |
| Minorque             | 2     | 0         | 1           | 1        | 2         | 4           |
| Îles Malouines       | 2     | 1         | 1           | 0        | 3         | 2           |
| Hébrides extérieures | 2     | 1         | 0           | 1        | 2         | 2           |
| Frøya                | 1     | 1         | 0           | 0        | 3         | 1           |
| Rhodes               | 1     | 0         | 0           | 1        | 2         | 3           |
| Gotland              | 1     | 1         | 0           | 0        | 4         | 1           |
| Bornholm             | 1     | 1         | 0           | 0        | 6         | 2           |
| Sealand              | 1     | 0         | 1           | 0        | 2         | 2           |
| Total                | 56    | 25        | 8           | 23       | 97        | 97          |

## Personnalités de l'équipe d'Åland de football

### Sélection(s)
| Sélection 2009           | Sélection 2009               |
| Nom                      | Club                         |
| ------------------------ | ---------------------------- |
| Kim Lindholm             | Sunds IF (fi)                |
| Simon Enqvist (en)       | IFK Mariehamn                |
| Joakim Signell           | IF Finströms Kamraterna (sv) |
| Tomas Lindholm           | Hammarlands IK (fi)          |
| William Lindström        |                              |
| Fredrik Appel            | IFK Mariehamn                |
| Tony Jansson             | Hammarlands IK               |
| Johannes Nordström       | IFK Mariehamn                |
| John Mattsson            | Sunds IF                     |
| Andreas Björk (fi)       | Jomala IK (fi)               |
| Rezgar Amani (en)        |                              |
| Fabian Söderdahl         |                              |
| Simon Snickars           | Sunds IF                     |
| David Welin              | Hammarlands IK               |
| Petter Isaksson          | Sunds IF                     |
| Linus Gestranius         | Hammarlands IK               |
| André Karring            | Hammarlands IK               |
| Jimmy Sundman            | Sunds IF                     |
| Alexander Weckström (en) | IF Finströms Kamraterna      |
| Wilhelm Ingves (fi)      | IFK Mariehamn                |

| Sélection 2017                  | Sélection 2017           |
| Nom                             | Club                     |
| ------------------------------- | ------------------------ |
| Markus Aaltonen                 | FC Åland (en)            |
| Fredrik Appel (footballer) (en) | FC Åland                 |
| John Blomqvist                  | FC Åland                 |
| Conrad Emretsson                | IK Sirius                |
| Frans Erikslund                 | IFK Mariehamn            |
| Elias Eriksson                  | FC Åland                 |
| Ted Göstas                      | FC Åland                 |
| Jeremiah Helén                  | FC Åland                 |
| Petter Hemming (fi)             | IFK Mariehamn            |
| Isac Holmström                  | FC Åland                 |
| Wilhelm Ingves                  | Landvetter IS (en)       |
| Andreas Jansson                 | FC Åland                 |
| André Karring (fi)              | FC Åland                 |
| Thomas Mäkinen                  | AC Renate                |
| Johannes Nordström (fi)         | FC Åland                 |
| William Rosenberg               | FC Åland                 |
| Dan Sjöblom                     | Dalen/Krokslätts FF (en) |
| Jimmy Sundman (en)              | FC Åland                 |

### Sélectionneurs
| Sélectionneurs                                   | Période          | Matchs | Gagnés | Nuls | Perdus | Gagnés % |
| ------------------------------------------------ | ---------------- | ------ | ------ | ---- | ------ | -------- |
|                                                  | 1985, 1986, 1987 | 5      | 4      | 0    | 1      | 80       |
| Johnny Söderdahl                                 | 1989             | 4      | 2      | 0    | 2      | 50       |
|                                                  | 1991             | 4      | 2      | 0    | 2      | 50       |
|                                                  | 1993             | 4      | 3      | 0    | 1      | 75       |
| Robert Mann, Henrik Bostrom et Mats Danielsson   | 1995             | 4      | 1      | 1    | 2      | 25       |
|                                                  | 1999             | 4      | 2      | 0    | 2      | 50       |
|                                                  | 2004             | 1      | 0      | 1    | 0      | 0        |
| Bernt Danielsson et Per-Åke Eriksson             | 2005             | 5      | 2      | 0    | 3      | 40       |
| Bengt Johnsson, Peter Lundberg et Tommy Lundberg | 2007             | 4      | 2      | 0    | 2      | 50       |
| Peter Lundberg et Daniel Norrmén                 | 2009             | 5      | 3      | 1    | 1      | 60       |
| Per-Åke Eriksson et Thomas Nordström             | 2011             | 4      | 1      | 1    | 2      | 25       |
| Johan Carlssons et Steve Beeks                   | 2015             | 4      | 1      | 1    | 2      | 25       |
| Alexandre Semenov et Stefan Mattsson             | 2017             | 4      | 2      | 2    | 0      | 50       |
| Rezgar Amani                                     | 2023             | 4      | 0      | 1    | 3      | 0        |
| Totals                                           | Totals           | 56     | 25     | 8    | 23     | 44,64    |

### Présidents de l'Association d'Åland de football
L'Association d'Åland de football est fondée en 1943.
| N° | Nom                      | Période         |
| -- | ------------------------ | --------------- |
| 1  | Anders Mattsson          | 1989 - 2009     |
| 2  | Styrbjörn Oskarsson (fi) | 2009 - 2012     |
| 3  | Tony Asumaa              | 2012 - 2014     |
| 4  | Krille Mattsson (fi)     | 2014 - 2021     |
| 5  | Heidi Kullberg           | 2021 - 2023     |
| 6  | Tommy Lundberg           | 2023 - en cours |

## Rapport annuel de l'Association d'Åland de football
- Rapport annuel 2005
- Rapport annuel 2006
- Rapport annuel 2007
- Rapport annuel 2009
- Rapport annuel 2010
- Rapport annuel 2011
- Rapport annuel 2012
- Rapport annuel 2013
- Rapport annuel 2014
- Rapport annuel 2015
- Rapport annuel 2016
- Rapport annuel 2017